# بين فان دير بورغ
بين فان دير بورغ (بالهولندية: Ben van der Burg)‏ هو متزلج سريع هولندي، ولد في 20 أبريل 1968 في Schipluiden ‏ في هولندا.

## وصلات خارجية
- بين فان دير بورغ على موقع SpeedSkatingBase.eu (الإنجليزية)
- بين فان دير بورغ على موقع SpeedSkatingNews.info (الإنجليزية)
- بين فان دير بورغ على موقع SpeedSkatingStats.com (الإنجليزية)